# نیسن (دهانه)
نیسن یک دهانه برخوردی در ماه‌ است.

## دهانه‌های اقماری
این دهانه ۴ دهانه اقماری دارد.
| Neison | عرض جغرافیایی | طول جغرافیایی | قطر         |
| ------ | ------------- | ------------- | ----------- |
| A      | ۶۷.۴° N       | ۲۶.۷° E       | ۹.۰ کیلومتر |
| C      | ۶۷.۰° N       | ۲۳.۲° E       | ۹.۰ کیلومتر |
| B      | ۶۷.۴° N       | ۲۵.۹° E       | ۸.۰ کیلومتر |
| D      | ۶۸.۰° N       | ۲۲.۶° E       | ۶.۰ کیلومتر |